# Ioan Slavici
Ioan Slavici (Világos, Magyar Királyság, 1848. január 18. – Crucea de Jos, Vrancea megye, Román Királyság, 1925. augusztus 17.) partiumi román író.

## Élete
Apja, Sava Slavici szűcs, anyja, Elena Borlea a magyarádi ortodox pap lánya volt.
Az első három osztályt Világoson járja, majd Aradon, minoritáknál fejezi be az elemi iskolát. A temesvári piaristáknál járt gimnáziumba, majd 1868-ban Szatmárnémetiben érettségizett. Egy évet töltött a pesti jogi karon, de nem kedvelte meg a jogi pályát, inkább a filozófia és pszichológia iránt érdeklődött. Bevallása szerint jól érezte magát a magyar közösségben és ez idő tájt elidegenedett a román kultúrától. Az év nyarát az ószentannai községházán töltötte írnokként.
1869-ben a bécsi egyetemre iratkozott be. Itt ismerkedett meg a nála két évvel fiatalabb Mihai Eminescuval, akivel barátságot kötött. Eminescu „visszavezette” Slavici-ot a román kultúrába. Az 1871-es putnai ünnepségeknek már az egyik szervezője volt. Kapcsolatba került a Junimeával és ugyanezen évben jelent meg első irodalmi műve is a Convorbiri literare című jászvásári folyóiratban. Ugyanott Studii asupra maghiarilor ('Tanulmányok a magyarokról') címmel cikksorozatot publikált a magyar kultúráról és közéletről.
1872 júliusában, Magyarországra visszatérve Aradon, Mircea B. Stănescu ügyvédi irodájában bojtárkodott és a Gura Satului című élclap munkatársa volt. 1873-ban a nagyváradi ortodox püspökség titkáraként dolgozott. 1874-ben Jászvásárra ment, ahol kinevezték az Eudoxiu Hurmuzaki-féle okmánytár kiadóbizottságának titkárává. 1875-ben Bukarestbe költözött, ott kilenc éven át tanárként dolgozott, közben folyamatosan publikált.
1875-ben feleségül vette Szőke Magyarosy Katalint, akitől 1885-ben, részben nemzetiségi jellegű súrlódások miatt elvált. 1884-ben a Nemzeti Liberális Párt megbízásából Nagyszebenben elindította a Tribuna című lapot. A lap új korszakot nyitott a magyarországi és erdélyi román politikai életben. Következetesen kiállt a románok jogaiért, az 1868-as nemzetiségi törvény betartásáért, ugyanakkor kritizálta mind az Erdélyben addig irányadó passzivista irányzatot, mind a szűkebb Magyarország aktivista román politikusait. Az egységes kulturális nemzet fogalmának népszerűsítésével (jelmondata szerint Soarele românilor de la Bucureșci răsare – 'A románok napja Bukarest felől kel fel') átformálta az újságolvasó román közvéleményt. Habsburg-párti politikai irányával azonban a hagyományokhoz kötődött. Döntő szerepe volt a Memorandum körüli mozgalomban. Publicisztikái nyelvéből száműzte a latinista szélsőségeket és a regionalizmusokat: az egységes román köznyelvet állította olvasói elé stíluseszményül.
Slavici 1886-ban újranősült, Eleonora Tănăsescut vette el. 1888-ban, ötödik sajtóperében egyévi államfogházra ítélték. Büntetését Vácon töltötte ki. 1890-ben végleg Bukarestben telepedett le, 1892-ben megkapta a román állampolgárságot is. 1890-ben részt vett a határokon túli románok támogatását célzó Liga pentru unitatea culturală a tuturor românilor (Liga Culturală) megalapításában. 1894-ben Caragialéval és Coșbuc-kal megindították a Vatra című folyóiratot. 1914-ben a Ziua című Habsburg- és németbarát, Románia semlegességéért síkra szálló napilapot szerkesztette. Ezzel népszerűtlenné vált a közvélemény előtt. 1916-ban, Románia hadbalépése után internálták. Bukarest német megszállása idején elvállalta a Gazeta Bucureștilor című kollaboráns újság szerkesztését. 1919-ben ismét letartóztatták és a văcărești-i börtönbe zárták, ahonnan még ugyanazon évben szabadult. Élete végén ellenséges légkör vette körül.
1925. augusztus 17-én a Panciu melletti Crucea de Josban, Lavinia lánya házában távozott az élők sorából.
Természetét tekintve szelíd ember volt, szerette a családias hangulatot, a fényképészetet és a fafaragást.

## Írói munkássága
Mai értékelés szerint – Ion Creangă mellett – azt a szerepet töltötte be a román próza modernizálásában, mint Eminescu a költészetében és Caragiale a drámáéban. Elbeszélései és regénye, az Anyja lánya (eredeti címén Mara) a számára gyermekkorából ismerős Arad megyei román falusi és mezővárosi közegben játszódnak. Nem idealizál és különc esetekkel sem foglalkozik. Műveiben az egyszerű hétköznapi ember jelenik meg minden hibájával és erényével együtt. Szeretetről, gyűlöletről, kapzsiságról, az emberek közti konfliktusokról ír. Kísérletet tesz a népi gondolkodásmód megragadására. Korai időszakának novelláiban a szegényes cselekményt gazdag folklorisztikus keretben tálalja, később finomodik a szereplők lélektani analízise. A sămănătorizmussal rokonítja, hogy gyakran bontja ki a falu hagyományos erkölcsei és a nagyváros züllöttsége közötti ellentétet. Nyelvezete egyszerű, hétköznapi, kerüli a nyelvjárási kifejezéseket. Életművéből legnépszerűbbek meséi és elbeszélései (A hajnal tündére, Apó öröme, Szkormon, A jószerencse malma, A kincs, Két csillagos homlokú királyfi, A szegényfalvi pap stb.). Elbeszélései már 1881-től kezdve megjelentek magyarul, A jószerencse malmát pedig 1898-ban, A szerencsemalom címen külön kötetben is kiadták.

## Művei
- Chestiunea ovreilor in România ('A zsidóügy Romániában'), Pamflet, 1878
- Novele din popor ('Népi novellák'), 1881
- Die Rumänen in Ungarn, Siebenbürgen und der Bukovina ('A magyarországi, erdélyi és bukovinai románok'), Néprajzi tanulmány, 1881
- Az erdei lány, Elbeszélés, 1884
- Păcală în satul lui ('Păcală a falujában'), Elbeszélés, 1886
- Gaspar Grațiani, Történelmi dráma, 1888
- Novele I-II.('Novellák'), 1892 – 1896
- Românii din Regatul ungar și politica maghiară ('A románok a Magyar Királyságban és a magyar politika'), Politikai tanulmány, 1892
- Anyja lánya, Regény, 1894 (folytatásokban), 1906 (Budapesten kötetben)
- "Tribuna" și tribuniștii ('A Tribuna és a tribunisták'), Emlékirat, 1896
- Vatra părăsită ('Az elhagyott tűzhely'), 1896
- Din bătrâni ('Öregektől'), Regény, 1902
- La răscruci ('Válaszutaknál'), 1906
- Povești ('Mesék'), 1908
- Spiru Călin, Elbeszélés, 1908
- Din valurile vieții ('Az élet forgatagából'), 1909
- Puișorii ('Fiókák'), 1910
- Din două lumi ('Két világból'), Regény, 1920
- Börtöneim, Emlékirat, 1921
- Cel din urmă armaș ('Az utolsó harcos'), Regény, 1923
- Amintiri, ('Emlékezések'), 1924
- A világ, amelyben éltem, Emlékirat, 1930

## Magyarul
- Slavici Jánosː A szerencsemalom. Regény; ford. Kovács János; Vitéz-Süveges, Makó, 1898 (A nagyvilágból)
- Román elbeszélők Slavici, Vlahuta stb.; ford. Szabó Nándor; Incze és Mátyás, Brassó, 1903
- A hajnal tündére; ford. Méhes György; Ifjúsági Kiadó, Bukarest, 1953
- A kincs. Elbeszélések; ford. Lőrinczi László, bev. Csehi Gyula; Irodalmi és Művészeti Kiadó, Bukarest, 1954 (Haladó hagyományaink)
- Anyja lánya. Regény; ford., utószó Kacsó Sándor; Irodalmi és Művészeti Kiadó, Bukarest, 1956 (Román klasszikusok)
- Jószerencse malma, és egyéb elbeszélések; ford. Lőrinczi László, utószó Sanda Radian; Állami Irodalmi és Művészeti Kiadó, Bukarest, 1959 (Román klasszikusok)
- Ioan Slavici válogatott írásai; összeáll., bev. Kakassy Endre, ford. Nagy Géza, Lőrinczi László; Ifjúsági, Bukarest, 1960 (Tanulók könyvtára)
- Tréfás mesék – tündérmesék; ford. Tarr Bálint; Ifjúsági, Bukarest, 1961
- Anya kedvence; Ifjúsági, Bukarest, 1963 (Mesetarisznya)
- Két csillagos homlokú királyfi; ford. Nagy Géza, Forró László; Ifjúsági, Bukarest, 1964 (Mesetarisznya)
- Erdei Florica; ford. A. Nagy Géza; Creanga, Bukarest, 1973 (Minden gyermek könyve)
- Az erdei lány / Apó öröme. Novellák / A szegényfalvi pap; ford. Lőrinczi László; Kriterion, Bukarest, 1973
- A világ, amelyben éltem; vál., ford., előszó, jegyz. Dávid Gyula; Kriterion, Bukarest, 1981 (Téka)